# Нида (река)
Нида (пол. Nida) — река на юге Польши, левый приток Вислы. На берегу реки расположен ландшафтный парк, который занимает площадь 231,64 км² и включает в себя девять заповедников.

## Описание
Длина реки составляет 151 км, площадь бассейна — 3865 км². Это типичная низменная река с очень низким падением. В самом узком месте русло реки имеет ширину 6 м. В самом широком месте, вблизи поселка Мотковице, ширина составляет 79 м. Глубина реки колеблется в пределах от 0,4 до 2,6 м. Это одна из тёплых польских рек. Температура воды летом достигает +27 °C.
Название «Нида» имеет также река Вкра в своих верховьях.

## Долина реки
Долина реки Нида является географическим регионом на юге Польши, который простирается на 65 километров в длину и 6 км в ширину.
Нижняя часть долины плоская и влажная, в нескольких местах бывших стариц выступает торф. В долине есть большое количество лугов и пастбищ, её главным городским центром являются древние малопольские города Пиньчув, Вислица и Новы-Корчин.